# Smyrna (Delaware)
Smyrna é uma vila localizada no estado americano do Delaware, nos condados de Kent e New Castle. Faz parte da área metropolitana de Dover. Com quase 13 mil habitantes, de acordo com o censo nacional de 2020, é a quinta localidade mais populosa do estado.
O jurista internacional John Bassett Moore nasceu em Smyrna, assim como os políticos Louis McLane e James Williams.

## Geografia
De acordo com o Departamento do Censo dos Estados Unidos, a vila tem uma área de 16,3 km², dos quais 16,1 km² estão cobertos por terra e 0,2 km² (1.0%) por água.

### Localidades na vizinhança
O diagrama seguinte representa as localidades num raio de 24 km ao redor de Smyrna.

## Demografia
Desde 1900, o crescimento populacional médio, a cada dez anos, é de 18,1%.

### Censo 2020
De acordo com o censo nacional de 2020, a sua população é de 12 883 habitantes e sua densidade populacional de 797,5 hab/km². Seu crescimento populacional na última década foi de 28,5%, bem acima do crescimento estadual de 10,6%. É a quinta localidade mais populosa do Delaware.
Possui 5 179 residências que resulta em uma densidade de 320,6 residências/km² e um aumento de 28,4% em relação ao censo anterior. Deste total, 5,7% das unidades habitacionais estão desocupadas. A média de ocupação é de 2,6 pessoas por residência.
A renda familiar média é de 67 277 dólares e a taxa de emprego é de 65,9%.

### Censo 2010
Segundo o censo nacional de 2010, a sua população era de 10 023 habitantes e sua densidade populacional de 652,6 hab/km². Possuía 4 035 residências que resultava em uma densidade de 262,7 residências/km².

## Marcos históricos
O Registro Nacional de Lugares Históricos lista 18 marcos históricos em Smyrna. O primeiro marco foi designado em 16 de dezembro de 1971 e os mais recentes em 11 de setembro de 1992, o Mount Pleasant e o Savin-Wilson House.